# Mehadia (gmina)
Gmina Mehadia – gmina w okręgu Caraș-Severin w zachodniej Rumunii. Zamieszkuje ją 1428 osób. W skład gminy wchodzą miejscowości Mehadia, Globurău, Plugova i Valea Bolvașnița.